# È un peccato morir
È un peccato morir è un singolo del cantante italiano Zucchero Fornaciari pubblicato il 1º ottobre 2010 per il mercato radiofonico e l'11 ottobre 2010 come CD singolo o download digitale dall'etichetta discografica Universal Music Group. È il primo estratto dall'undicesimo album di inediti, Chocabeck, uscito il 3 novembre 2010.

## Descrizione
Il brano è stato scritto da Zucchero Fornaciari e Pasquale Panella e prodotto dallo stesso Zucchero insieme a Brendan O'Brien e ha raggiunto la quinta posizione della classifica dei singoli più venduti in Italia e la posizione 41 in Svizzera..
Zucchero, parlando del brano, ha detto che si tratta di "una preghiera, un inno alla vita, agli uccellini che cantano, al sole, alla buona tavola, ai sapori nostrani, alla voglia di vivere per rivivere tutto". È stato frequentemente trasmesso in radio, raggiungendo la posizione numero 1 dell'airplay.
Il 22 novembre 2014, quattro anni dopo la pubblicazione del brano, sul web si è diffusa una fake news relativa alla presunta morte di Zucchero; il cantautore reggiano ha smentito con un post su tutti i suoi profili web ufficiali raffigurante una mano che fa il gesto delle corna e la citazione "È un peccato morir" annessa.

## Il video
- È un peccato morir, su YouTube. URL consultato il 28 aprile 2016.

## Tracce
1. È un peccato morir – 3:40 (testo: Zucchero, Pasquale Panella – musica: Zucchero)

## Formazione
- Zucchero - voce, organo Hammond, chitarra acustica, chitarra 12 corde, clavicembalo, chitarra acustica, chitarra elettrica, pianoforte, Fender Rhodes, tastiera
- Max Marcolini - chitarra elettrica
- Brendan O'Brien - chitarra, cori, tastiera
- Paul Bushnell - basso
- Jon Hopkins - tastiera addizionale
- Josh Freese - percussioni
- Patrick Warren - tastiera

## Classifiche
| Classifica (2010) | Posizione massima |
| ----------------- | ----------------- |
| Italia            | 5                 |
| Svizzera          | 41                |
| Europa            | 37                |

### Classifiche di fine anno
| Classifica (2010) | Posizione |
| ----------------- | --------- |
| Italia            | 70        |